# Oliver Twist (1948)
Oliver Twist ist ein britisches Filmdrama aus dem Jahre 1948 unter Regie von David Lean nach dem gleichnamigen Roman von Charles Dickens. Der Film wurde auf Platz 46 der Liste der besten britischen Filme des 20. Jahrhunderts vom British Film Institute gewählt.

## Handlung
In einer Gewitternacht sucht eine hochschwangere Frau Zuflucht, um ihr Kind zu gebären. Oliver Twist wird geboren, doch seine Mutter stirbt gleich nach der Geburt im Beisein der alten Hebamme Mrs. Thingummy. Oliver wächst unter harten Umständen in einem Waisenhaus auf, dem Kirchenvorsteher Mr. Bumble und der Leiterin Mrs. Corney sind die Waisenkinder herzlich gleichgültig. Nachdem er eine Wette mit den anderen, ebenfalls hungrigen Kindern verloren hat, fragt Oliver nach einer zweiten Portion der dünnen Mehlsuppe. Empört bringt Mr. Bumble den Jungen zum Ehepaar Sowerberry, die ein Beerdigungsunternehmen führen. Zwar behandelt ihn Mr. Sowerberry etwas freundlicher, doch der Lehrling Noah beleidigt Oliver wegen der unbekannten Herkunft seiner Mutter. Daraufhin kommt es zum Streit und nach einigen Ohrfeigen flieht Oliver nach London, wo er den jungen Taschendieb Artful Dodger kennenlernt, der ihn in die Bande des alten Juden Fagin einführt. Hier wird er in die Kunst des Taschendiebstahls eingeführt. Oliver soll zuschauen, wie Dodger einem älteren Gentleman die Tasche stiehlt, um das Handwerk zu lernen. Oliver wird jedoch für den Dieb gehalten und vor Gericht gebracht.
Ein Zeuge kann Olivers Unschuld beweisen und der Junge kommt in die Obhut des freundlichen Mr. Brownlow, des älteren Mannes, der das Opfer des Taschendiebstahls war. Von Mr. Brownlow und seiner Haushälterin Mrs. Bedwin erfährt Oliver erstmals in seinem Leben Liebe und Zuneigung. Doch dieses Glück hat bald ein Ende: während einer Erledigung für Mr. Brownlow trifft Oliver auf Nancy, eine junge Frau aus der Bande Fagins, und ihren Freund, den Ganoven Bill Sykes, ein Komplize von Fagin, die ihn gewaltsam zurück zu Fagin bringen. Die eigentlich gutmütige Nancy hat aber Mitleid mit dem Jungen und möchte ihn zurück zu Mr. Brownlow führen, der mittlerweile nach Oliver sucht. Es gelingt ihr Mr. Brownlow zu kontaktieren, doch ihr Verrat an der Diebesbande wird entdeckt. In seiner Wut ermordet Sykes die junge Frau. Nachdem die Tote entdeckt wird, werden Sykes als ihr Mörder und Fagin als Entführer Olivers gesucht, und die Kontaktpersonen aus ihrem Umfeld werden festgenommen oder verhört. Dabei bekommt Mr. Brownlow heraus, dass Oliver der Sohn seiner vermissten Tochter und somit sein Enkel ist. Auf der Flucht vor der Polizei wird Sykes erschossen, Fagin verhaftet und Oliver kommt zurück zu Mr. Brownlow.

## Produktionshintergrund
Oliver Twist war für David Lean die zweite Verfilmung eines Stoffes von Charles Dickens. Bereits 1946 hatte er den Roman Große Erwartungen mit John Mills unter dem Titel Geheimnisvolle Erbschaft verfilmt. Beide Filme gehören heute zu Klassikern von Dickens-Verfilmungen.
Oswald Morris, der 1968 als Chefkameramann von Carol Reeds Musicalverfilmung Oliver für den Oscar nominiert wurde, war bei dieser Verfilmung als Kameraassistent engagiert.

## Synchronisation
Die deutsche Synchronfassung entstand 1951 im Eagle-Lion Synchron Atelier, Hamburg. Werner Völger schrieb das Dialogbuch und führte Regie.
| Rolle                          | Darsteller          | Synchronsprecher    |
| ------------------------------ | ------------------- | ------------------- |
| Oliver Twist                   | John Howard Davies  | Tonio von der Meden |
| Fagin                          | Alec Guinness       | Robert Meyn         |
| Bill Sykes                     | Robert Newton       | Heinz Klevenow      |
| Nancy                          | Kay Walsh           | Gertrud Meyen       |
| Mr. Brownlow                   | Henry Stephenson    | Alfred Anschütz     |
| Artful Dodger                  | Anthony Newley      | Hubert Fichte       |
| Mr. Bumble                     | Francis L. Sullivan | Carl Voscherau      |
| Mrs. Corney                    | Mary Clare          | Ida Ehre            |
| Monks                          | Ralph Truman        | Kurt Fuss           |
| Noah Claypole                  | Michael Dear        | Gerd Martienzen     |
| Mrs. Bedwin                    | Amy Veness          | Maria Martinsen     |
| Mr. Grimwig                    | Frederick Lloyd     | Johannes Hönig      |
| Mrs. Sowerberry                | Kathleen Harrison   | Katharina Brauren   |
| Bestatter Sowerberry           | Gibb McLaughlin     | Otto Graf           |
| Olivers Mutter                 | Josephine Stuart    | Hildegard Gericke   |
| Mrs. Thingummy, Hebamme        | Deidre Doyle        | Gustl Busch         |
| Vorsitzender des Arbeitshauses | Ivor Barnard        | Richard Münch       |

## Rezeption

### Antisemitismus-Kontroverse
Bemerkenswert und auch umstritten an dieser Twist-Verfilmung ist die Darstellung des Fagin durch Alec Guinness. Obwohl der Film in England schon zum Start begeisterte Kritiken hervorrief und die hervorragende Darstellung von Guinness vielfach gelobt wurde, wurden die Filmemacher aufgrund dessen Figur drei Jahre nach Ende des Nationalsozialistischen Regimes mit dem Vorwurf des Antisemitismus konfrontiert.
Wie Produzent Ronald Neame und andere Produktionsbeteiligte in der Dokumentation A profile of Oliver Twist aus dem Jahr 2000 aufzeigen, hielten sie sich an die historischen Originalillustrationen von Dickens Illustrator George Cruikshank, die für die Erstausgabe verwendet wurden. Anscheinend haben die Filmemacher während der Dreharbeiten nicht daran gedacht, dass diese als antisemitische Stereotype aufgefasst werden könnten, da sie offenbar von den späteren Reaktionen überrascht wurden. Allerdings wurden schon diese Illustrationen als „harsche rassistische Karikaturen“ gewertet und die Beschreibung der Figur Fagins durch Dickens als klischeehaft eingeordnet. Und wenn diese Darstellung zur Zeit Dickens’ auch kein besonderes Interesse hervorgerufen habe, hätte den Filmemachern laut damaligen Kritikern klar gewesen sein müssen, dass es nach dem Tod von „sechs Millionen ermordeten Juden und dem Schreckgespenst des Genozids“ nur falsch gewesen sein könne „auf dieser historischen Genauigkeit zu beharren“.
Oswald Morris erklärte, dass er erst später erfahren habe, wie es wohl letztlich zu der klischeehaften großen Nase kam, die vor allem für die Vorwürfe ursächlich war. Die ursprüngliche Maske von Stuart Freeborn habe Lean irritiert, da er fand, dass Guinness mit dieser Jesus Christus ähnelte. Freeborn, der selbst jüdische Vorfahren hatte, wählte daraufhin die große Nase aus Cruikshanks Illustrationen, auf die sich schließlich für den Film geeinigt wurde.
Die Deutschland-Premiere fand Ende Februar 1949 im Berliner Kino „die Kurbel“ im britischen Sektor unter gewaltsamen Protesten statt. Die überwiegend jüdischen Demonstranten setzten u. a. Steine als Wurfgeschosse ein, versuchten das Kino zu stürmen, beschädigten dabei den Eingangsbereich und die Polizei setzte Schlagstöcke und Feuerwehrschläuche ein, um die Menge auseinanderzutreiben. Dabei gab es mindestens 35 Verletzte und drei Festnahmen. Am darauf folgenden Tag wiederholten sich die Proteste. Bestärkt wurden diese auch durch ein dringliches Gesuch des damaligen Oberbürgermeisters von Berlin, Ernst Reuter, der die britischen Militärbehörden darin bat, den Film zurückzuziehen. Diese verweigerten ein Eingreifen, allerdings setzten die Kinobetreiber alle weiteren Vorführungen ab dem dritten Tag von sich aus ab.
Der Film wurde in den USA aufgrund der Vorwürfe zunächst nicht aufgeführt und erlebte seine Premiere erst 1951, nachdem Szenen mit Fagin von einer Gesamtdauer von zwölf Minuten aus dem Film geschnitten wurden. Lean bezeichnete diese geschnittene Version angeblich als „rassistischer als je zuvor“, da die Schnitte ein ausgewogenes Bild von Fagin zunichtegemacht hätten. In Deutschland kam diese geschnittene Version des Films im September 1951 nach der Premiere in den USA in die Kinos. In Israel und in Ägypten wurde der Film verboten, in Ägypten jedoch wegen der zu freundlichen Darstellung des Fagin.

### Kritiken
Trotz der Antisemtismus-Kontroverse  erhält der Film bis in die Gegenwart überwiegend positive Kritiken. Bei Rotten Tomatoes fallen alle 25 Kritiken des Films tendenziell oder eindeutig positiv aus, womit der Film eine Wertung von 100 % erhält. Gelobt werden im Kritikerkonsens von Rotten Tomatoes insbesondere Guy Greens Kameraarbeit und die Darstellung von Alec Guinness, die dem Dickens-Stoff Leben einhauchen würden.
Das Lexikon des internationalen Films schreibt: „Ein Stück Weltliteratur, berühmt als moralkritischer Spiegel der viktorianischen Epoche, in kongenialer Adaption: beeindruckende Kameraführung, skurrile, bis zur Verschrobenheit gesteigerte Charakterstudien. Mr. Fagin wird von Alec Guinness überragend gespielt.“

## Dokumentation
- A Profile of Oliver Twist (24 Min.) von David Lemon und Peter Lowe, Carlton International Media, 2000

## DVD-Veröffentlichung
- Oliver Twist. Koch Media Deutschland 2007

## Soundtrack
- Arnold Bax: Oliver Twist. Complete Original Score. Auf: The Film Music of Sir Arnold Bax. Chandos, Colchester 2003, Tonträger-Nr. CHAN 10126 – digitale Neueinspielung der vollständigen Filmmusik durch das BBC Philharmonic unter der Leitung von Rumon Gamba aus dem Jahr 2002